# The Road to Guantanamo
För andra betydelser, se Guantánamo (olika betydelser).
The Road to Guantanamo är en brittisk dokumentärfilm från 2006 regisserad av Michael Winterbottom och Mat Whitecross. 

## Handling
Filmen är uppbyggd som en dramadokumentär där tre brittiska muslimer som tidigare suttit fängslade på Guantánamobasen på Kuba intervjuas. Deras chockerande berättelser dramatiseras parallellt med intervjuerna. De tre männen satt fängslade tre år innan de släpptes utan att ha blivit åtalade för något brott. Den är baserad på verkliga händelser. Och i den här filmen får du se hur det är bakom stängda dörrar i Guantanamo bay.

## Om filmen
The Road to Guantanamo regisserades av Michael Winterbottom och Mat Whitecross, som även själva klippt filmen. Winterbottom producerade också filmen tillsammans med bland andra Andrew Eaton och Melissa Parmenter.
Svensken Joakim Sundström var filmens ljuddesigner.

## Rollista
| Riz Ahmed      | – Shafiq     |
| Farhad Harun   | – Ruhel      |
| Waqar Siddiqui | – Monir      |
| Arfan Usman    | – Asif Iqbal |
| Shahid Iqbal   | – Zahid      |